# Райсько-Мале
Райсько-Мале (пол. Rajsko Małe) — село в Польщі, у гміні Розпша Пйотрковського повіту Лодзинського воєводства.
Населення — 268 осіб (2011).
У 1975-1998 роках село належало до Пйотрковського воєводства.

## Демографія
Демографічна структура станом на 31 березня 2011 року:
|          | Загалом | Допрацездатний вік | Працездатний вік | Постпрацездатний вік |
| -------- | ------- | ------------------ | ---------------- | -------------------- |
| Чоловіки | 133     | 33                 | 89               | 11                   |
| Жінки    | 135     | 32                 | 70               | 33                   |
| Разом    | 268     | 65                 | 159              | 44                   |